# Microcallis phoebes
Microcallis phoebes är en svampart som beskrevs av Syd. 1926. Microcallis phoebes ingår i släktet Microcallis och familjen Chaetothyriaceae.   Inga underarter finns listade i Catalogue of Life.